# Wojna i pokój (miniserial 2016)
Wojna i pokój (ang. War & Peace) – brytyjski miniserial telewizyjny, zrealizowany przez stację BBC w 2015 roku, który swoją premierę miał w styczniu 2016. Ekranizacja powieści Lwa Tołstoja, pod tym samym tytułem.
Swoją polską premierę serial miał we wrześniu 2016, w stacji FilmBox Premium. Od listopada 2016, dostępny jest w polskiej wersji językowej na płytach DVD.

## Opis fabuły
Historia pięciu rosyjskich arystokratycznych rodzin w czasach wojen napoleońskich.

## Obsada
- Lily James jako Natasza Rostowa
- Paul Dano jako Piotr Bezuchow
- James Norton jako książę Andrzej Bołkoński
- Aisling Loftus jako Sonia
- Tom Burke jako Dołochow
- Stephen Rea jako książę Wasilij Kuragin
- Greta Scacchi jako hrabianka Wiera Rostowa
- Adrian Edmondson jako hrabia Pietia Rostow
- Jack Lowden jako hrabia Mikołaj Rostow
- Olivia Ross jako panna Bourienne
- Gillian Anderson jako Anna Scherer
- Mathieu Kassovitz jako Napoleon Bonaparte
- Brian Cox jako Michaił Kutuzow